# Немања Радоја
Немања Радоја (6. фебруар 1993, Нови Сад) је српски фудбалер.

## Каријера
Прошао је млађе категорије Војводине. Лета 2011. године је прикључен првом тиму, али је убрзо прослеђен на позајмицу у ЧСК Челарево који се тада такмичио у трећем рангу (Српска лига Војводина). Дана 18. августа 2012. године, Радоја је потписао петогодишњи уговор са Војводином, али је поново отишао позајмицу, овога пута у Цемент из Беочина. Дебитовао је за Војводину у Суперлиги Србије 18. августа 2012. године против Спартака из Суботице, али је на терену провео око 10 минута. Свој први гол у професионалној каријери Радоја постиже 17. априла 2013. године, у полуфиналу Купа Србије, против ОФК Београда. Десет дана касније, постигао је свој први гол у Суперлиги Србије, против Јавора у Ивањици. У лето 2013. одиграо је свих 8 утакмица у квалификацијама за Лигу Европе. Радоја је носио капитенску траку у другом делу сезоне 2013/14. Дана 7. маја 2014. године, Радоја је одиграо свих 90 минута и помогао тиму да добије Јагодину са 2:0 и освоји Куп Србије. На крају сезоне био је изабран у најбољи тим Суперлиге Србије.
Радоја је 12. августа 2014. потписао петогодишњи уговор са шпанском Селтом, а Војводини је припало обештећење од 900 хиљада евра. Дана 24. августа је дебитовао у Ла Лиги, против Хетафеа. У првој сезони је одиграо 28 утакмица у Ла Лиги и три у Купу Шпаније. У прве четири сезоне у дресу Селте је одиграо 115 првенствених утакмица. Ипак након што је одбио да потпише нови уговор са клубом, Радоја је склоњен из првог тима па у сезони 2018/19. није одиграо ни минут. Напустио је Селту у јуну 2019, након што му је истекао уговор. У августу 2019. је потписао трогодишњи уговор са Левантеом.

## Репрезентација
Био је у саставу сениорске репрезентације Србије за мечеве против Молдавије, Аустрије и Велса у квалификацијама за Светско првенство 2018. у Русији. За сениорску репрезентацију Србије дебитовао је 15. новембра 2016. на пријатељској утакмици са Украјином.

## Награде

#### Војводина
- Куп Србије (1) : 2013/14.

#### Индивидуалне
- Најбољи тим Суперлиге Србије: 2013/14.